# Edward Norwich
Edward Norwich (ur. ok. 1373 w Norwich, zm. 25 października 1415 w Azincourt) – książę Yorku w latach 1402–1415.

## Życiorys
Urodził się około 1373 roku w Norwich, jako syn Edmunda Langleya. Jako ulubieniec króla Ryszarda II, w 1390 roku został księciem Rutland i hrabią Cork cztery lata później. Po zamachu stanu w 1397 roku, zastąpił swojego wuja Tomasza Woodstocka na stanowisku Lorda Wielkiego Konstabla, zostając jednocześnie władcą Amuale. Pierwszy Parlament za rządów Henryka IV oskarżył Norwicha o morderstwo wuja i odebrał mu wszystkie uzyskane tytuły szlacheckie. W 1402 roku zmarł jego ojciec Emdund Langley, co uczyniło Norwicha nowym księciem Yorku. Jako członek armii królewskiej, służył Koronie przeciwko powstaniu w Południowej Walii. W 1405 roku został oskarżony przez swoją siostrę, Constance, o spiskowanie z rebeliantami i został uwięziony w Tower of London. Wkrótce potem został oczyszczony z zarzutów, a w 1412 roku przyłączył się do ekspedycji Tomasza Lancastera, który wyruszył na wojnę przeciwko Francji. Edward Norwich zmarł 25 października 1415 roku w bitwie pod Azincourt. Ponieważ nie miał dzieci, jego następcą na tronie Yorku został jego bratanek Ryszard Plantagenet.